# 阿尔撒凯斯家族
阿尔撒凯斯家族帕提亚的阿尔撒凯斯王朝（约公元前247年至公元前230年），为安息阿尔撒凯斯一世所建。影响深远。